# Clubbus

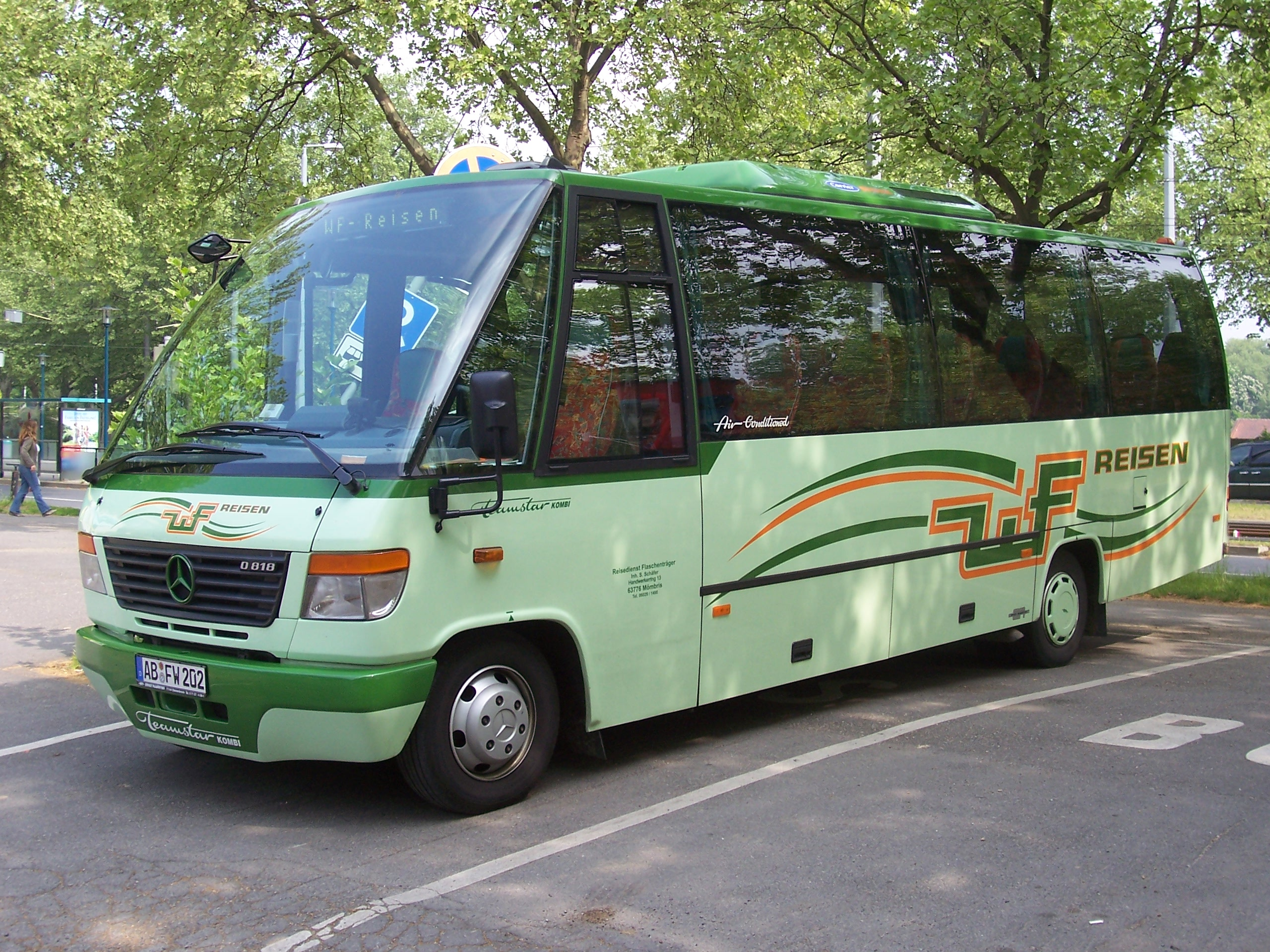
Auwärter Teamstar auf Basis des Mercedes-Benz Vario

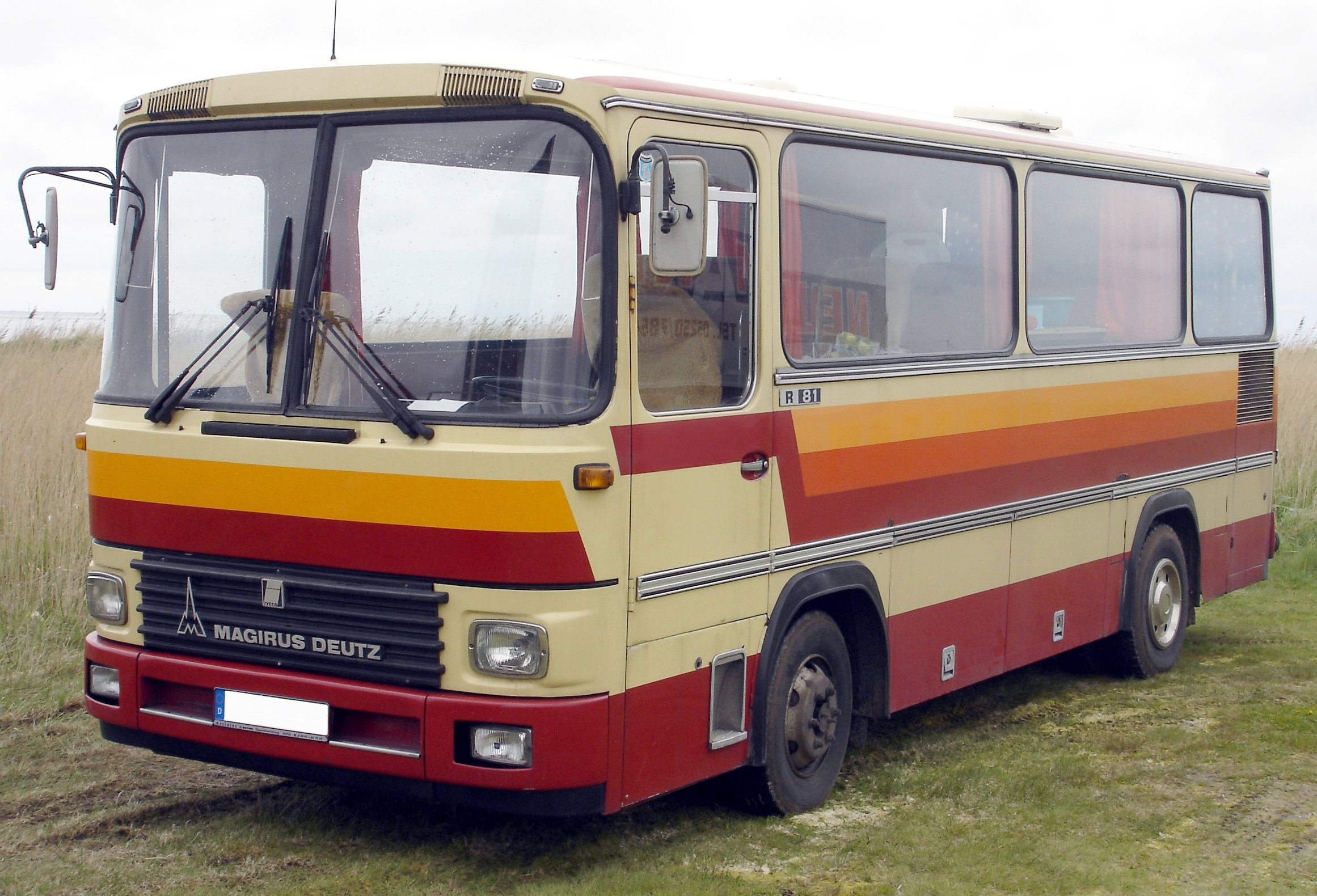
Magirus-Deutz R81, umgebaut zum Wohnmobil

Ein Clubbus ist ein Reisebus, dessen Länge deutlich unterhalb der Maße normaler Reisebusse liegt. Die Karosserie ist dabei entweder an den Reisebus normaler Länge desselben Herstellers angelehnt oder es handelt sich um optisch eigenständige Aufbauten auf Fahrgestellen von Kleinlastwagen.
Die Namensgebung wurde von einem Fahrzeugmodell des Bückeburger Karosseriebauunternehmens Hermann Harmening geprägt. Dort produzierte man von 1954 bis 1961 einen kleinen Reisebus mit dem Namen „Club-Bus“. Er besaß eine selbsttragende Karosserie, sechs Sitzreihen und einen Henschel-Dieselmotor mit 63 kW (85 PS). Das Modell wurde jedoch nur in kleiner Auflage hergestellt.
Wesentlich erfolgreicher war dagegen einer seiner Nachahmer, der so genannte „Kleine Setra“ S 6 von Kässbohrer aus dem Jahr 1955. Auch seine Nachfolger, der Setra S 80, der S 208 H, S 309 HD, S 411 HD und der derzeit angebotene S 511 HD haben weite Verbreitung gefunden. Nennenswert waren der Magirus-Deutz R81 und sind die Aufbauten Teamstar auf Basis des Mercedes-Benz T2 und Clubstar auf LKW-Fahrgestellen von Auwärter.
Nach ihrer Ausmusterung bei Busbetrieben wurden und werden viele Clubbusse zu Wohnmobilen umgebaut.